# 요스트 기퍼트

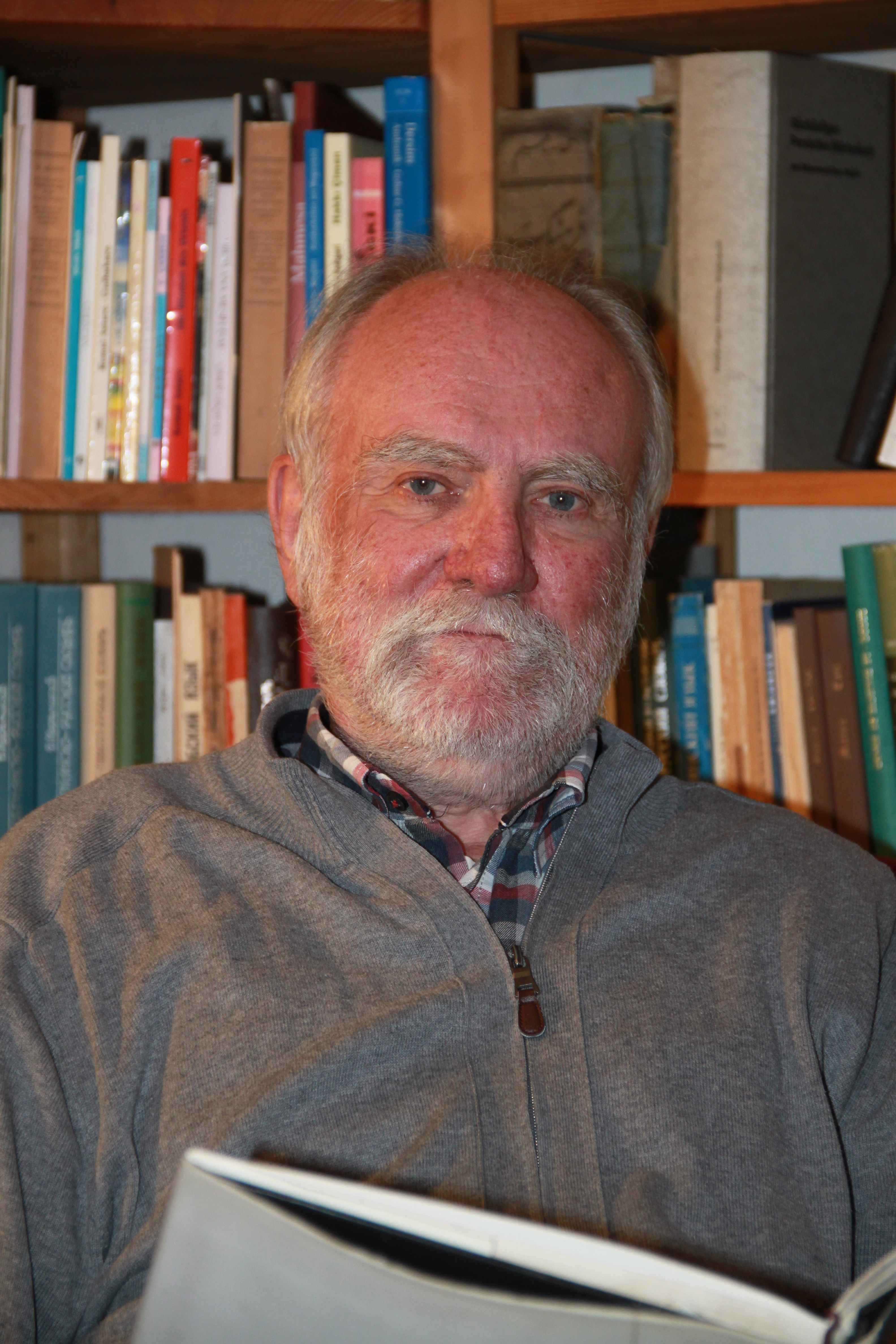
요스트 기퍼트

요스트 기퍼트(독일어: Jost Gippert, IPA: [ˈjoːst ˈgɪpʰɐt]; 1956년 3월 12일 ~ )는 독일의 언어학자, 코카서스학자이며 독일 프랑크푸르트 대학교 경험언어학부 비교언어학과 교수이다.

## 생애, 교육 및 연구 활동
현재의 하팅겐 지역인 노르트라인베스트팔렌주의 빈츠니더베닝게른에서 태어난 기퍼트는 1972년 에센의 라이프니츠 김나지움을 졸업하고 1972년부터 1977년까지 마르부르크 대학교와 베를린 자유 대학교에서 비교언어학, 인도학, 일본학, 중국학을 전공했다. 졸업 후 1977년에 인도유럽어족의 부정사 형성의 통사론에 관한 논문으로 철학박사 학위를 수여 받았다. 그 해부터 1990년까지 베를린과 오스트리아의 빈, 잘츠부르크의 대학에서 연구원으로 재직하고 대학 강단에서 강의 활동을 하였다. 1991년 동양전산언어학의 보조연구원으로 재직하던 밤베르크 대학교에서 아르메니아어와 조지아어의 페르시아어 차용어에 대한 연구 논문으로 교수 자격을 취득했다.
1994년부터 현재까지 프랑크푸르트 대학교에서 비교언어학 교수로 교편을 잡고 있다. 1996년부터 조지아 겔라티 과학 아카데미, 2002년부터는 투르판 위원회 회원으로 활동했으며, 2007년부터는 베를린-브란덴부르크 인문과학 아카데미 언어연구소의 회원으로 활동 중이다.
이 외에 1997년에는 조지아]의 수도 트빌리시에 소재한 술한 사바 오르벨리아니 대학교의 명예교수로 임명되었다. 2007년에는 트빌리시의 다른 대학교인 이바네 자바키슈빌리 대학교에서 명예박사 학위를 받았고, 2013년에는 바투미에 위치한 쇼타 루스타벨리 대학교의 명예박사로 임명되었다. 1994년 프랑크푸르트 대학교에서 비교언어학 교수로 취임한 이래 인도유럽어족 및 그 역사, 어원학적 일반 언어유형론과 캅카스 언어군의 언어들을 중점으로 연구 활동을 펼치고 있다. 과거 캅카스어족에 관한 다양한 국제협력 연구프로젝트가 그의 지휘 하에 추진된 바 있다. 전산언어학자인 그는 1988년부터 고대 인도유럽어와 인접국가 언어의 텍스트적 원형 데이터들을 전산적으로 파악하는 데 연구 목적을 둔 티투스 프로젝트의 총괄 진행을 맡고 있다. 그의 핵심 연구 중점분야로는 역사비교언어학, 언어유형론, 전자 텍스트 코퍼스, 멀티미디어 언어 문서 및 전자 사본 분석 등을 들 수 있다.

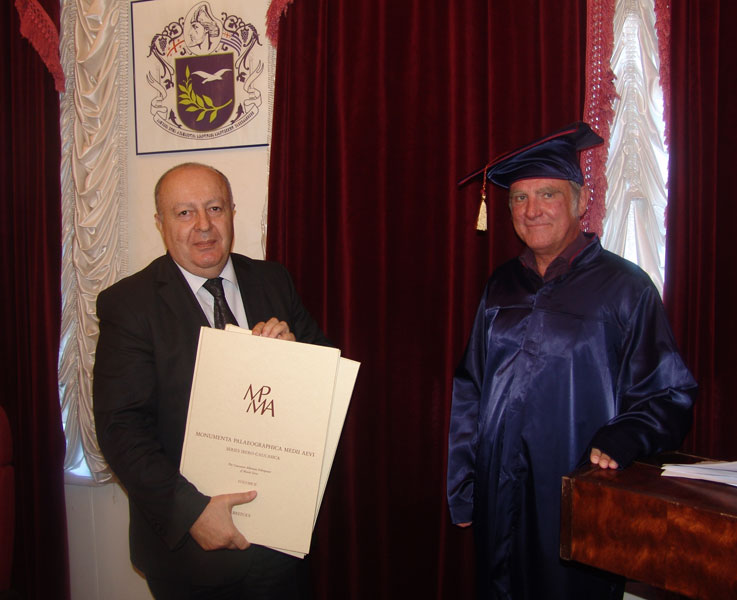
바투미의 쇼타 루스타벨리 대학교에서 명예박사 학위를 받고 있는 기퍼트(2013년).

## 주요 활동

### 프로젝트
- 1995-1998 (DFG): Avesta and Rigveda: Electronic Analysis
- 1995-1999 (INTAS): The Georgian Verbal System
- 1999-2002 (en:Volkswagen Foundation, EUR 117,900): Caucasian Languages and Cultures: Electronic Documentation
- 2000년부터 (DFG): Graduate School “Types of Clauses: Variation and Interpretation”
- 2002-2006 (Volkswagen Foundation, EUR 167,800): Endangered Caucasian Languages in Georgia
- 2003-2007 (Volkswagen Foundation): Palimpsest Manuscripts of Caucasian Provenience
- 2005-2009 (INTAS): Georgian Gospels
- 2005-2007 (Volkswagen Foundation, EUR 189,000): The Linguistic Situation in modern-day Georgia[3]
- 2008-2014 (DFG, EUR 240,000): Old German Reference Corpus
- 2008년부터 (en:BMBF): German Language Resource Infrastructure
- 2009 (Volkswagen Foundation, EUR 400,000): Aché Documentation Project
- 2009년부터 (DFG/NEH, EUR 96,000): RELISH (Rendering Endangered Languages Lexicons Interoperable Through Standards Harmonization)
- 2009년부터 (Volkswagen Foundation): Georgian Palimpsest Manuscripts
- 2010 (Google Inc., US$49,600): Corpus Caucasicum
- 2011년부터 (HMWK, EUR 3,792,000): LOEWE Research Unit “Digital Humanities – Integrated Processing and Analysis of Text-based Corpora”
- 2011년부터 (Volkswagen Foundation, EUR 299,600): Khinalug Documentation Project
- 2011년부터 (DFG): Relative Clauses in a Typological View
- 2012년부터 (Volkswagen Foundation, EUR 390,400): Georgian National Corpus

## 저서
- 1977: The syntax of infinitival formations in the Indo-European languages. (Europäische Hochschulschriften, 21/3), 360 pp.; Frankfurt, Bern, Las Vegas: Lang 1978. Dissertation
- 1990: Iranica Armeno-Iberica. A study of Iranian loan words in Armenian and Georgian, 451 + 389 pp.; Vienna: Austrian Academy of Sciences 1993. Inaugural dissertation.
- 2007: Gippert, Jost / Sarjveladze, Zurab / Kajaia, Lamara: The Old Georgian Palimpsest Codex Vindobonensis georgicus 2, edited by Jost Gippert in co-operation with Zurab Sarjveladze and Lamara Kajaia, 368 pp.; Turnhout: Brepols 2007.
- 2008: Gippert, Jost / Schulze, Wolfgang / Aleksidze, Zaza / Mahé, Jean-Pierre: The Caucasian Albanian Palimpsests of Mount Sinai, 2 vols., XXIV + 530 pp.; Turnhout: Brepols 2009.
- 2010: Gippert, Jost / Schulze, Wolfgang / Aleksidze, Zaza / Mahé, Jean-Pierre: The Caucasian Albanian Palimpsests of Mount Sinai. Vol. III: The Armenian Layer, edited by Jost Gippert., 220 pp.; Turnhout: Brepols 2010.